# Eidgenössische Volksinitiative «Für ein besseres Leben im Alter (Initiative für eine 13. AHV-Rente)»

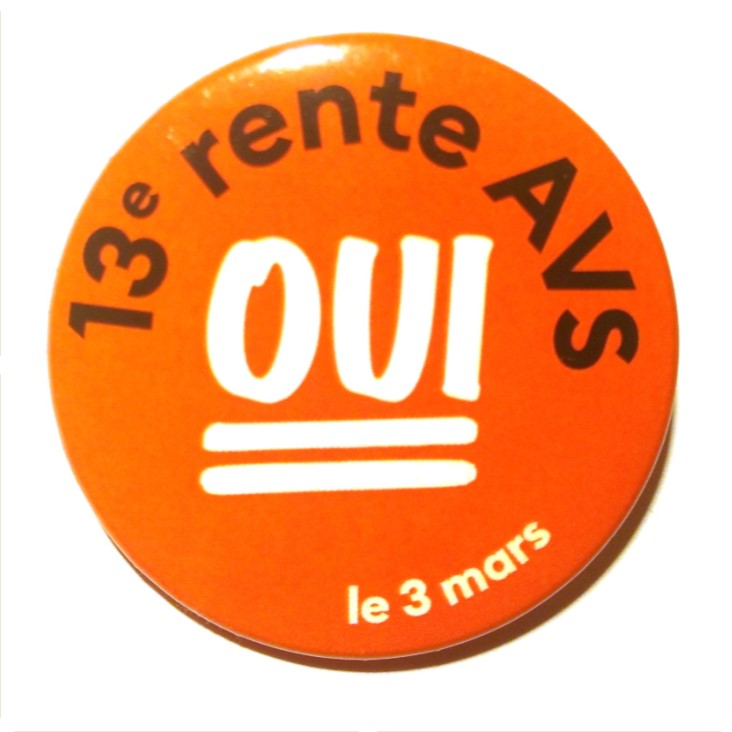
Button der Volksinitiative für eine 13. AHV-Rente, angenommen in der Volksabstimmung am 3. März 2024.

Die eidgenössische Volksinitiative «Für ein besseres Leben im Alter (Initiative für eine 13. AHV-Rente)» kam am 23. Juni 2021 zustande. Ihre zentrale Forderung ist ein Rentenzuschlag von 8,3 % für alle Altersrentner. Die Volksabstimmung fand am 3. März 2024 statt. Die Vorlage wurde von Volk und Ständen angenommen.
Es war das erste Mal, dass das Schweizer Volk einer Initiative für den Ausbau des Sozialstaats zustimmte.

## Vorgeschichte
Die Bundesversammlung verabschiedete zuvor zwei Reformen der Altersvorsorge: die AHV 21, die im September 2022 von Volk und Ständen angenommen wurde, und die BVG 21, über die am 22. September 2024 abgestimmt wird. Mittels beider Reformen soll das Leistungsniveau der 1. und der 2. Säule erhalten bleiben. Die AHV 21 flexibilisiert das Rentenbezugsalter und erhöht das Referenzalter für Frauen auf 65 Jahre. Zudem wird die Finanzierungslücke in der AHV durch eine Erhöhung der Mehrwertsteuer um 0,4 Prozentpunkte geschlossen. Das Ziel der BVG 21 ist eine Erhöhung der Renten von Versicherten mit niedrigen Löhnen, insbesondere von Frauen und Teilzeitbeschäftigten.

## Initiative
Der Gewerkschaftsbund SGB als Initiant, in Allianz mit den Parteien SP, PdA und Grüne sowie Rentner- und Frauenorganisationen, beklagte, dass die Renten nicht zum Leben reichten. Dies insbesondere bei den Frauen, da deren Pensionskassen-Renten durchschnittlich nur halb so hoch seien wie jene der Männer und ein Drittel der Frauen gar keine Rente aus der 2. Säule erhalte. Das lasse sich nur durch eine Erhöhung der AHV-Renten ausgleichen.
Die Initiative fordert einen Rentenzuschlag, der Zuschlag entspricht einer Erhöhung der AHV-Renten um 8,33 %, also um einen Zwölftel, was eine 13. Monatsrente ergibt. Jene, die Ergänzungsleistungen beziehen, sollen ebenfalls profitieren, weshalb der Zuschlag keine Senkung dieser Leistungen nach sich ziehen soll. Die Initiative sieht keine Finanzierungsmassnahmen vor; das Initiativkomitee machte unverbindliche Vorschläge, die Lohnbeiträge der Arbeitnehmer und -geber zu erhöhen oder einen Teil der Gewinne der Nationalbank zu verwenden.

### Wortlaut
12. Übergangsbestimmung zu Art. 112 (Alters-, Hinterlassenen- und Invalidenversicherung)
1 Bezügerinnen und Bezüger einer Altersrente haben Anspruch auf einen jährlichen Zuschlag in der Höhe eines Zwölftels ihrer jährlichen Rente.
2 Der Anspruch auf den jährlichen Zuschlag entsteht spätestens mit Beginn des zweiten Kalenderjahres, das der Annahme dieser Bestimmung durch Volk und Stände folgt.

### Argumente der Initianten
Die Initianten berufen sich auf Art. 112 der Bundesverfassung, wonach die Beiträge der AHV allen Rentnern den Existenzbedarf sichern sollen. Die Initianten erachten den heutigen Betrag der AHV-Altersrenten für tiefe bis mittlere Einkommensklassen als zu klein, um eine angemessene finanzielle Absicherung im Ruhestand gewährleisten zu können. Die Hälfte aller Personen, die 2018 in Rente gingen, müssten – so die Berechnungen der Initianten – mit weniger als 1772 Franken AHV-Rente pro Monat auskommen. Im Jahr 2017 betrug sodann die mittlere Rente der 2. Säule 1‘838 Franken. Bei Frauen fehle jedoch diese Ergänzung durch die 2. Säule teils komplett, weshalb fast jede zehnte Person direkt nach der Pensionierung Ergänzungsleistungen bezöge. Aus diesen Gründen helfe ein Zuschlag auf die AHV-Altersrente insbesondere den Frauen.
Die AHV-Renten werden alle zwei Jahre durch den Rentenindex angepasst, der sich je zur Hälfte aus der jährlichen Lohnentwicklung (Lohnindex) und der Inflation (Preisindex) zusammensetzt. Diese Berechnungsart hat zur Folge, dass sich die Höhe der Renten nicht proportional, d. h. gleichmässig, zu den Löhnen entwickelt, sondern weniger stark wächst. Somit wird für jede neue Rentnergeneration beim Übergang vom Erwerbsleben in den Ruhestand ein kleinerer Teil des Einkommens durch die AHV ersetzt als bei der vorangehenden Generation.
Die AHV hänge mit der beruflichen Altersvorsorge zusammen. Menschen mit tiefen Einkommen seien stärker auf die AHV angewiesen, da ihre Absicherung durch die 2. Säule schlechter sei und sie weniger Kapital ansparen könnten; die 3. Säule sei für Personen mit niedrigen und mittleren Einkommen selten eine Möglichkeit. Da die AHV-Renten für diese Personen bedeutender seien, sei ein Zuschlag auf die AHV gerechtfertigt. Hinzu komme, dass die Erträge aus der Pensionskasse seit ca. zehn Jahren kontinuierlich sänken.

### Argumente Bundesrat und Parlament

#### Botschaft des Bundesrates
Durch die Auszahlung des geforderten Zuschlags erhielten Rentner, die schon Ergänzungsleistungen beziehen, einen Betrag, der über das Existenzminimum hinaus gehe – laut Art. 112a Abs. 1 BV dienten diese Ergänzungsleistungen aber allein diesem Zweck. Zudem würde der Zuschlag auch viele Personen begünstigen, die gar keinen Bedarf hätten. Die Initiative sieht des Weiteren einen Zuschlag nur für Altersrentner vor. Bezüger einer IV- oder Hinterlassenenrente würden bei Annahme der Initiative hingegen nicht berücksichtigt, was eine Ungleichbehandlung schaffe. Die Bundesverfassung stelle jedoch alle drei Versicherungen auf die gleiche Stufe (Art. 111 und Art. 112 BV). Eine weitere Ungleichbehandlung würde geschaffen, indem die Initiative Bezüger der Ergänzungsleistungen bevorzuge, da der Zuschlag bei der Berechnung der Ergänzungsleistungen nicht berücksichtigt werde. Der Bundesrat stellt sich ausserdem gegen die Initiative, weil sie nicht finanziert werden könne. Er argumentiert, eine 13. Altersrente würde die finanzielle Lage der AHV wesentlich verschlechtern. Im Jahr 2032 hätte eine Annahme Mehrausgaben von rund fünf Milliarden Franken zur Folge – zusätzlich zum bis dahin schon prognostizierten Umlagedefizit von 4,7 Milliarden Franken.

#### Parlament
Kritisiert wurde mehrfach das Giesskannenprinzip, da laut FDP-Votum im Nationalrat die Rentenerhöhung auch den 87 Prozent der Rentner zugute käme, die keine Ergänzungsleistungen beziehen, also von ihren Renten leben können, darunter laut einem SVP-Votum auch Millionäre. Gemeinsam kritisierten die Parlamentarier die nicht geklärte Finanzierung der Mehrausgaben; Auch die GLP kritisierte, die Initiative helfe den Falschen und machte für diese nicht zielgerichtete Lösung die Polarisierung der Parteien verantwortlich. Die Initianten hätten keinen Weg zur Finanzierung aufgezeigt, und höhere Lohnabzüge oder eine Erhöhung der Mehrwertsteuer seien volkswirtschaftlich schädlich. Eine Finanzierung über die Gewinne der Nationalbank sei unrealistisch.

### Kommentare in den Medien
In der Wirtschaftssendung Trend von Radio SRF 1 kommentierte Susanne Schmugge: «Es ist wohl schon einfacher, ein Anliegen an der Urne durch zu bringen, wenn man nicht sagt, wer die Rechnung zahlt.» Der AHV-Experte Werner C. Hug sagte in derselben Sendung, die Initiative sei ein Ausdruck der heute fehlenden Kompromissbereitschaft polarisierter Parteien. Die NZZ schrieb, die Abstimmungsfrage laute im Kern für die Mehrheit der Urnengänger: «Wollen Sie mehr Geld bekommen und andere später dafür bezahlen lassen?» Die Mehrheit der Altersrentner stehe finanziell mindestens so gut da wie die Erwerbstätigen, und es wäre «verschwenderisch, wegen eines Achtels die AHV-Renten für alle zu erhöhen». Die WOZ argumentierte, die Millionäre würden ja darum nicht profitieren, weil sie während der Einzahlungsphase diejenigen gewesen seien, welche am meisten einbezahlt hätten. Fünfzehn Prozent der Rentner, fast 400'000 Personen, würden in einem Haushalt mit maximal 10'000 Franken finanzieller Reserve leben. Zudem sei das System der Ergänzungsleistungen administrativ aufwändig und nicht alle Bezugsberechtigten würden sich melden. Im Tages-Anzeiger kommentierte Arthur Rutishauser, es sei eigentlich klar, dass die Initiative «unvernünftig» sei. Die Menschen hätten jedoch ein Stück weit das Vertrauen in die Wirtschaft verloren, nachdem der Staat mehrfach habe Firmen retten müssen, was jeweils Gutverdienenden zugutegekommen sei.
Aufgrund der hohen Zustimmung in Umfragen sahen Kommentatoren die Abstimmung über die 13. AHV-Rente als möglichen «Wendepunkt in der Schweizer Sozialpolitik», wie es der Politikforscher Michael Hermann ausdrückte: «Seit der Einführung des Initiativrechts 1891 erreichte auf nationaler Ebene bislang keine einzige Volksinitiative zum Ausbau des Sozialstaats eine Mehrheit. Noch nie hat die Schweizer Stimmbevölkerung die eigenen Sozialleistungen via Initiativrecht ausgebaut – weder im Vorsorge- noch im Gesundheitsbereich.» In der NZZ fragte Samuel Tanner deshalb, ob die Schweiz heute «ein aus der Balance geratener Selbstbedienungsladen» sei: «Es regiert das Gefühl, dass etwas nicht mehr aufgeht – dass andere mehr profitieren vom System als man selbst. Das Vertrauen zwischen den Bürgerinnen und Bürgern und seinen Eliten erodiert.» Der Tages-Anzeiger sah dagegen keine «Abkehr von der Schweiz, wie man sie bisher kannte». Er zitierte aber die Soziologin Katja Rost, die auf die Individualisierung der Gesellschaft hinwies: Das ich-bezogene Denken bringe den «Gedanken für das Kollektiv» in Gefahr und führe zu einer «Diffusion von Verantwortung».

### Ablauf und Behandlung
Im November 2019 gab der Gewerkschaftsbund die Lancierung der Initiative bekannt. Noch nie in seiner rund 140-jährigen Geschichte hatte der Gewerkschaftsbund eine Volksinitiative gewinnen können. Am 18. Februar 2020 fand die Vorprüfung durch die Bundeskanzlei statt und am 3. März begann die Sammelfrist von 18 Monaten für 100'000 Unterschriften. Am 28. Mai 2021, fünfeinhalb Monate vor Ende der Sammelfrist, wurde die Initiative mit 102'813 Unterschriften eingereicht. Am 23. Juni 2021 erklärte die Bundeskanzlei das Zustandekommen mit 101'793 gültigen Unterschriften. Da der Bundesrat der Initiative keinen Gegenentwurf gegenüberstellte, musste er der Bundesversammlung innert einem Jahr eine Botschaft und den Entwurf eines Bundesbeschlusses vorlegen. Dieser Pflicht kam er am 25. Mai 2022 nach. Am 14. Dezember desselben Jahres begann die parlamentarische Beratung.
Der Nationalrat lehnte die Initiative mit 126 zu 69 Stimmen und der Ständerat  mit 31 zu 10 Stimmen ab.

## Finanzierung der Abstimmungskampagne
Die Volksabstimmungen vom 3. März 2024 waren die ersten Volksabstimmungen, für die die Finanzierung der Abstimmungskampagnen offengelegt werden musste; die Eidgenössische Finanzkontrolle publizierte die deklarierten Angaben. Gemäss der Schlussabrechnung haben die Befürworter der Volksinitiative 2'982'336 CHF aufgewendet. Diesen Betrag teilten sich der Schweizerische Gewerkschaftsbund (2'256'503 CHF), die SP (579'107 CHF)  und die UNIA (146'726 CHF). Die Schlussrechnung der Allianz «Nein zur 13. AHV-Rente» betrug 3'957'605 CHF. Davon stammten 2'899'720 CHF von Economiesuisse, 526'208 CHF vom Schweizerischen Gewerbeverband und 276'208 CHF vom Schweizerischen Arbeitgeberverband.

## Volksabstimmung

### Parteiparolen
Ja-Parole: Grüne, Lega, MCG, SP
Nein-Parole: SVP, Die Mitte, FDP, GLP, EVP, EDU

### Verbände
Pro: Schweizerischer Gewerkschaftsbund, Travail.Suisse, VASOS
Contra: Economiesuisse, Schweizerischer Arbeitgeberverband, Schweizerischer Bauernverband, Schweizerischer Gewerbeverband

### Ergebnis

Am 3. März 2023 wurde die Initiative von 58,2 % der Stimmberechtigten und 14 2/2 Ständen angenommen.
| Kanton                   | Ja (%)  | Nein (%) | Beteiligung (%) |
| ------------------------ | ------- | -------- | --------------- |
| Zürich                   | 52,09 % | 47,91 %  | 58,89 %         |
| Bern                     | 56,30 % | 43,70 %  | 57,81 %         |
| Luzern                   | 46,57 % | 53,43 %  | 58,52 %         |
| Uri                      | 43,60 % | 56,40 %  | 62,57 %         |
| Schwyz                   | 42,41 % | 57,59 %  | 62,93 %         |
| Obwalden ½               | 40,47 % | 59,53 %  | 64,50 %         |
| Nidwalden ½              | 43,98 % | 56,02 %  | 64,30 %         |
| Glarus                   | 56,40 % | 43,60 %  | 56,30 %         |
| Zug                      | 41,92 % | 58,08 %  | 65,54 %         |
| Freiburg                 | 72,33 % | 27,67 %  | 59,12 %         |
| Solothurn                | 60,07 % | 39,93 %  | 58,85 %         |
| Basel-Stadt ½            | 64,45 % | 35,55 %  | 59,33 %         |
| Basel-Landschaft ½       | 60,65 % | 39,35 %  | 59,32 %         |
| Schaffhausen             | 56,36 % | 43,64 %  | 71,59 %         |
| Appenzell Ausserrhoden ½ | 46,29 % | 53,71 %  | 59,89 %         |
| Appenzell Innerrhoden ½  | 31,45 % | 68,55 %  | 57,30 %         |
| St. Gallen               | 48,74 % | 51,26 %  | 56,72 %         |
| Graubünden               | 51,71 % | 48,29 %  | 56,35 %         |
| Aargau                   | 52,56 % | 47,44 %  | 57,09 %         |
| Thurgau                  | 48,74 % | 51,26 %  | 55,12 %         |
| Tessin                   | 70,98 % | 29,02 %  | 58,09 %         |
| Waadt                    | 74,40 % | 25,60 %  | 58,07 %         |
| Wallis                   | 64,73 % | 35,27 %  | 61,52 %         |
| Neuenburg                | 78,44 % | 21,56 %  | 57,01 %         |
| Genf                     | 75,48 % | 24,52 %  | 52,56 %         |
| Jura                     | 82,54 % | 17,46 %  | 61,06 %         |
| Schweiz                  | 58,24 % | 41,76 %  | 58,34 %         |

## Umsetzung der angenommenen Volksinitiative
Die Finanzierung der 13. AHV-Rente war der umstrittenste Debattenpunkt während des Abstimmungskampfes. Der AHV-Fonds kann die Beträge, die wegen der 13. AHV-Rente anfallen, selbst nicht stemmen. Der Bund sieht wegen der angespannten Finanzlage vor, den Bundesbeitrag an die AHV ab dem 1. Januar 2026 bis zum Inkrafttreten der nächsten AHV-Reform von derzeit 20,2 Prozent auf 19,5 Prozent zu senken. Der Bundesrat schlägt in seiner Botschaft vom 16. Oktober 2024 zur Umsetzung der Initiative vor, die 13. AHV-Rente über eine Mehrwertsteuererhöhung zu finanzieren. Der Normalsatz würde von heute 8,1 auf 8,8 % steigen, der Sondersatz für die Hotellerie von 3,8 auf 4,2 % und der reduzierte Satz für Güter des täglichen Bedarfs von 2,6 auf 2,8 %. Mit diesen Mehreinnahmen könne die AHV bis 2030 im Gleichgewicht gehalten werden. Für die weitere Stabilisierung der AHV werde der Bundesrat dem Parlament eine Vorlage unterbreiten. Der Ständerat folgte in einer ersten Debatte im Dezember 2024 dem Antrag seiner Kommission (SGK-S) einstimmig und trat auf die Vorschläge des Bundesrates ein.
Die SGK-N verlangt zudem mit einer parlamentarischen Initiative, dass auch den IV-Bezügern eine 13. Monatsrente zustehen müsse.